# Campeonato Europeo de Baloncesto Masculino de 2017
El XL Campeonato Europeo de Baloncesto Masculino se celebró del 31 de agosto al 17 de septiembre de 2017 con el nombre de EuroBasket 2017. El evento fue organizado por la Confederación Europea de Baloncesto (FIBA Europa).
Fue la primera vez que el Eurobasket no cumple la tarea de clasificar a las selecciones mejor posicionadas para los Juegos Olímpicos y la Copa Mundial de Baloncesto. Cabe destacar que a partir de esta edición el torneo tendrá lugar cada cuatro años, en vez de cada dos años como hasta ahora desde que se celebra el torneo desde 1935, siendo la próxima edición en 2021.

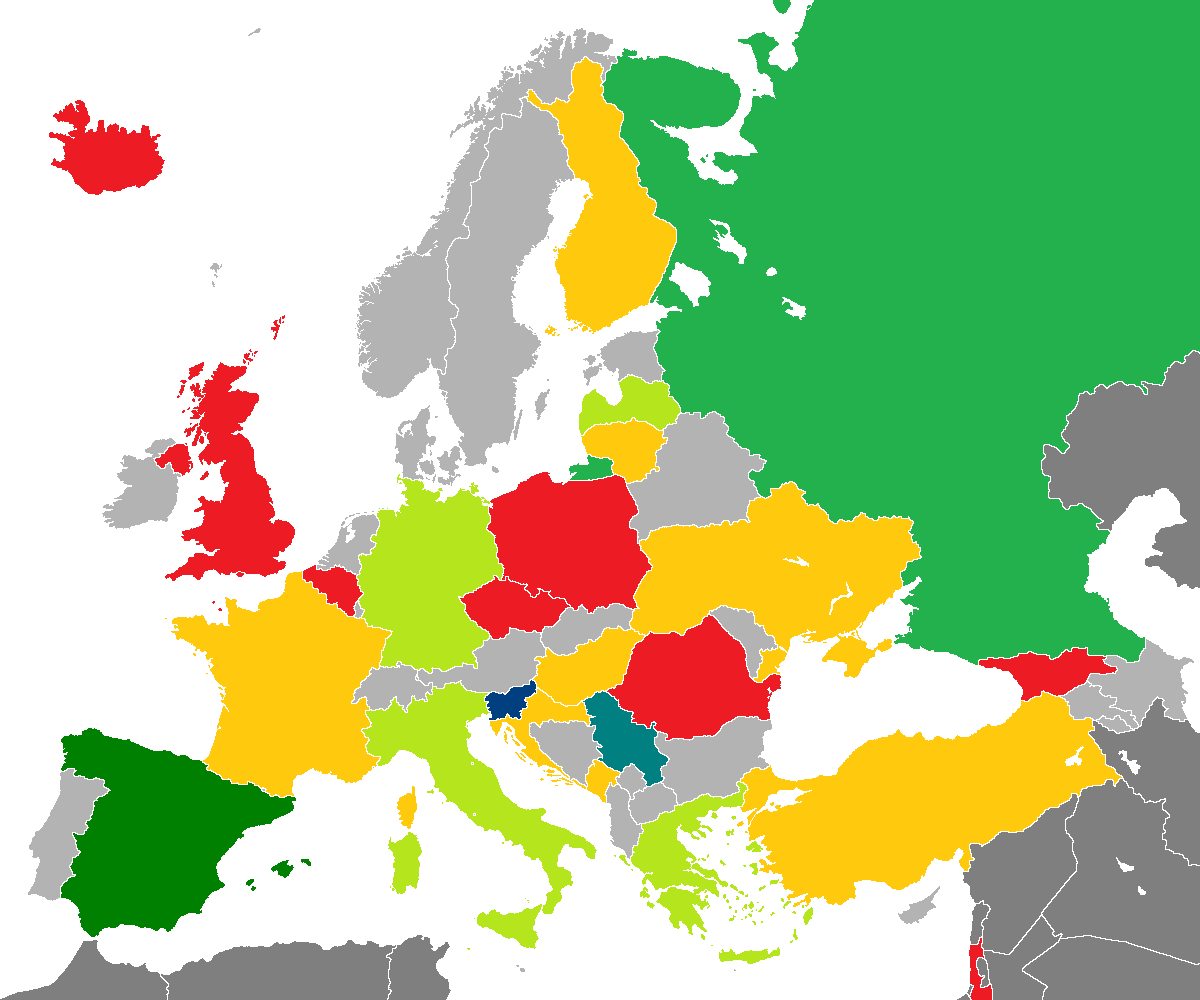
Mapa mostrando la fase alcanzada por cada equipo participante en el EuroBasket 2017.
Ganador
Segundo puesto
Tercer puesto
Cuarto puesto
Quinto a octavo puesto
Noveno a decimosexto puesto
Fase de grupos

## Formato
Competirán un total de 24 selecciones, que serán divididas en cuatro grupos de seis equipos cada uno. Los cuatro mejores de cada grupo se clasificarán para los octavos de final. En total, 2 selecciones se encuentran ya clasificadas al terminar en los 7 primeros puestos del  campeonato de 2015.
- España
- Francia
- República Checa
- Israel
- Rumanía
- Finlandia
- Turquía

El 15 de abril de 2016, la FIBA remitió una carta a las federaciones, prohibiendo la participación en el EuroBasket a un total de 14 selecciones de aquellos países cuyas federaciones decidieron apoyar a la Euroleague Basketball, en detrimento del campeonato organizado por la FIBA de próxima implantación Basketball Champions League. Se excluyó a 5 selecciones que ya estaban matemáticamente clasificadas, así como a otras 9 con posibilidades de clasificación.
Estas selecciones son:
| - Serbia - Croacia - Turquía - Rusia | - España - Lituania - Grecia - Italia | - Israel - Montenegro - República de Macedonia - Bosnia y Herzegovina | - Eslovenia - Polonia |

Sin embargo, la FIBA anunció el 27 de mayo de 2016 que todas las sanciones que pretendía llevar a cabo no se efectuarían, por lo que todas las selecciones que se habían clasificado pudieron participar con normalidad.

## Candidaturas
- Bélgica
- Bulgaria /  Macedonia /  Serbia (Candidatura triple)
- Eslovenia
- Estonia /  Finlandia /  Letonia /  Lituania (Candidatura cuádruple)
- Israel /  Rumanía /  Finlandia /  Turquía
- Polonia
- Reino Unido

Los 4 países organizadores fueron elegidos el 12 de diciembre de 2015:
- Israel
- Rumanía
- Finlandia
- Turquía (fase final)

## Árbitros
Los árbitros elegidos para dirigir los encuentros fueron:
- Panagiotis Anastopoulos
- Vicente Bultó
- Gentian Cici
- Marius Ciulin
- Marek Ćmikiewicz
- Antonio Conde
- Aleksey Davydov
- Aleksandar Glišić
- Erez Gurion
- Martin Horozov
- Tomas Jasevičius
- Apostolos Kalpakas
- Takaki Kato
- Mārtiņš Kozlovskis
- Boris Krejić
- Saverio Lanzarini
- Leandro Lezcano
- Nicolas Maestre
- Cristiano Maranho
- Saša Maričić
- Manuel Mazzoni
- Markos Michaelides
- Aleksandar Milojević
- Milan Nedović
- Petar Obradović
- Arnis Ozols
- Ferdinand Pascual
- Georgios Poursanidis
- Yohan Rosso
- Chris Reid
- Tolga Şahin
- Jorge Vázquez
- Roberto Vázquez
- Ventsislav Velikov
- Radomir Vojinović
- Michael Weiland
- Yener Yılmaz
- Zafer Yılmaz
- Sergiy Zashchuk
- Ademir Zurapović

## Sedes
| Helsinki · Finlandia     | Estambul Helsinki Tel Aviv Cluj-Napoca | Estambul Helsinki Tel Aviv Cluj-Napoca |
| Hartwall Arena           | Estambul Helsinki Tel Aviv Cluj-Napoca | Estambul Helsinki Tel Aviv Cluj-Napoca |
| Capacidad: 14 000        | Estambul Helsinki Tel Aviv Cluj-Napoca | Estambul Helsinki Tel Aviv Cluj-Napoca |
| Fase de grupos (Grupo A) | Estambul Helsinki Tel Aviv Cluj-Napoca | Estambul Helsinki Tel Aviv Cluj-Napoca |
|                          | Estambul Helsinki Tel Aviv Cluj-Napoca | Estambul Helsinki Tel Aviv Cluj-Napoca |
| Tel Aviv Israel          | Estambul Helsinki Tel Aviv Cluj-Napoca | Estambul Helsinki Tel Aviv Cluj-Napoca |
| Menora Mivtachim Arena   | Estambul Helsinki Tel Aviv Cluj-Napoca | Estambul Helsinki Tel Aviv Cluj-Napoca |
| Capacidad: 10 383        | Estambul Helsinki Tel Aviv Cluj-Napoca | Estambul Helsinki Tel Aviv Cluj-Napoca |
| Fase de grupos (Grupo B) | Estambul Helsinki Tel Aviv Cluj-Napoca | Estambul Helsinki Tel Aviv Cluj-Napoca |
|                          | Estambul Helsinki Tel Aviv Cluj-Napoca | Estambul Helsinki Tel Aviv Cluj-Napoca |
| Cluj-Napoca · Rumania    | Estambul Turquía                       |                                        |
| Polyvalent Hall          | Sinan Erdem Dome                       | Ülker Sports Arena                     |
| Capacidad: 10 000        | Capacidad: 16 000                      | Capacidad: 13 000                      |
| Fase de grupos (Grupo C) | Fase final                             | Fase de grupos (Grupo D)               |
|                          |                                        |                                        |

## Países clasificados
Los 4 anfitriones, así como los países participantes en los Juegos Olímpicos de 2016 y los Torneos Preolímpicos de 2016 (es decir, el campeón y subcampeón del Eurobasket 2015 y los siguientes cinco clasificados) se clasificaron directamente. Las 11 plazas restantes se repartieron entre los otros 27 equipos en la clasificación, que tuvo lugar del 31 de agosto al 17 de septiembre de 2016
| Equipo          | Método de clasificación                  | Fecha de clasificación   | Apariciones | Última | Mejor resultado              |
| --------------- | ---------------------------------------- | ------------------------ | ----------- | ------ | ---------------------------- |
| Finlandia       | Países anfitriones                       | 11 de diciembre de 2015  | 16          | 2015   | 6º lugar (1967)              |
| Israel          | Países anfitriones                       | 11 de diciembre de 2015  | 29          | 2015   | (1979)                       |
| Rumania         | Países anfitriones                       | 11 de diciembre de 2015  | 18          | 1987   | 5º lugar (1957)              |
| Turquía         | Países anfitriones                       | 11 de diciembre de 2015  | 24          | 2015   | (2001)                       |
| España          | Campeón del Eurobasket 2015              | 20 de septiembre de 2015 | 31          | 2015   | (2009, 2011, 2015)           |
| Lituania        | Subcampeón del Eurobasket 2015           | 20 de septiembre de 2015 | 14          | 2015   | (1937, 1939, 2003)           |
| Francia         | 3º en el Eurobasket 2015                 | 20 de septiembre de 2015 | 38          | 2015   | (2013)                       |
| Serbia          | 4º en el Eurobasket 2015                 | 20 de septiembre de 2015 | 6           | 2015   | (2009)                       |
| Grecia          | 5º en el Eurobasket 2015                 | 20 de septiembre de 2015 | 27          | 2015   | (1987, 2005)                 |
| Italia          | 6º en el Eurobasket 2015                 | 20 de septiembre de 2015 | 37          | 2015   | (1983, 1999)                 |
| República Checa | 7º en el Eurobasket 2015                 | 20 de septiembre de 2015 | 5           | 2015   | 7º lugar (2015)              |
| Letonia         | 8º en el Eurobasket 2015                 | 20 de septiembre de 2015 | 14          | 2015   | (1935)                       |
| Croacia         | 9º en el Eurobasket 2015                 | 20 de septiembre de 2015 | 13          | 2015   | (1993, 1995)                 |
| Rusia           | Campeón del Grupo C                      | 10 de septiembre de 2016 | 13          | 2015   | (2007)                       |
| Bélgica         | Campeón del Grupo A                      | 14 de septiembre de 2016 | 17          | 2015   | 4º lugar (1947)              |
| Eslovenia       | Campeón del Grupo E                      | 14 de septiembre de 2016 | 13          | 2015   | 4º lugar (2009)              |
| Hungría         | Campeón del Grupo G                      | 14 de septiembre de 2016 | 15          | 1999   | (1955)                       |
| Montenegro      | Top 4 de segundos clasificados (Grupo F) | 14 de septiembre de 2016 | 3           | 2013   | 13º lugar (2013)             |
| Alemania        | Campeón del Grupo B                      | 17 de septiembre de 2016 | 24          | 2015   | (1993)                       |
| Polonia         | Campeón del Grupo D                      | 17 de septiembre de 2016 | 28          | 2015   | (1963)                       |
| Georgia         | Campeón del Grupo F                      | 17 de septiembre de 2016 | 4           | 2015   | 11º lugar (2011)             |
| Islandia        | Top 4 de segundos clasificados (Grupo A) | 17 de septiembre de 2016 | 2           | 2015   | 24º lugar (2015)             |
| Ucrania         | Top 4 de segundos clasificados (Grupo E) | 17 de septiembre de 2016 | 8           | 2015   | 6º lugar (2013)              |
| Gran Bretaña    | Top 4 de segundos clasificados (Grupo G) | 17 de septiembre de 2016 | 4           | 2013   | 13º lugar (2009, 2011, 2013) |

## Grupos
El sorteo de los grupos se llevó a cabo el 22 de noviembre de 2016 en Estambul, Turquía.

### Sorteo
Los cabezas de serie fueron anunciados por la FIBA el 15 de noviembre de 2016. 
Al igual que en el Eurobasket 2015, cada anfitrión pudo elegir una federación asociada para motivos comerciales y de marketing, y ambas estarían automáticamente en el mismo grupo. 
| Anfitrión | Asociado | Fecha                   |
| --------- | -------- | ----------------------- |
| Finlandia | Islandia | 7 de octubre de 2016    |
| Israel    | Lituania | 27 de octubre de 2016   |
| Rumania   | Hungría  | 3 de noviembre de 2016  |
| Turquía   | Rusia    | 15 de noviembre de 2016 |

| Bombo 1  |
| -------- |
| España   |
| Lituania |
| Francia  |
| Serbia   |

| Bombo 2         |
| --------------- |
| Grecia          |
| Italia          |
| República Checa |
| Letonia         |

| Bombo 3   |
| --------- |
| Croacia   |
| Israel    |
| Turquía   |
| Finlandia |

| Bombo 4   |
| --------- |
| Rusia     |
| Eslovenia |
| Hungría   |
| Georgia   |

| Bombo 5    |
| ---------- |
| Alemania   |
| Bélgica    |
| Polonia    |
| Montenegro |

| Bombo 6      |
| ------------ |
| Islandia     |
| Gran Bretaña |
| Ucrania      |
| Rumania      |

### Distribución de grupos
Los grupos quedaron distribuidos de la siguiente forma: 
| Grupo A   | Grupo B  | Grupo C         | Grupo D      |
| --------- | -------- | --------------- | ------------ |
| Polonia   | Ucrania  | Croacia         | Gran Bretaña |
| Grecia    | Israel   | República Checa | Rusia        |
| Francia   | Lituania | España          | Serbia       |
| Finlandia | Georgia  | Montenegro      | Letonia      |
| Islandia  | Italia   | Rumania         | Turquía      |
| Eslovenia | Alemania | Hungría         | Bélgica      |

## Fase de grupos

### Grupo A
| Pos. | Equipo        | PJ | G | P | PF  | PC  | DP   | Pts | QF               |
| ---- | ------------- | -- | - | - | --- | --- | ---- | --- | ---------------- |
| 1    | Eslovenia     | 5  | 5 | 0 | 446 | 384 | +62  | 10  | Octavos de final |
| 2    | Finlandia (H) | 5  | 4 | 1 | 426 | 408 | +18  | 9   | Octavos de final |
| 3    | Francia       | 5  | 3 | 2 | 450 | 422 | +28  | 8   | Octavos de final |
| 4    | Grecia        | 5  | 2 | 3 | 421 | 400 | +21  | 7   | Octavos de final |
| 5    | Polonia       | 5  | 1 | 4 | 411 | 414 | −3   | 6   |                  |
| 6    | Islandia      | 5  | 0 | 5 | 355 | 481 | −126 | 5   |                  |

 Fuente: FIBA
Criterios de clasificación: 1) Points; 2) Head-to-head results; 3) Points difference; 4) Points scored.
Todos los horarios corresponden al huso horario local (Hora de verano del Este Europeo – UTC+3).
Jornada 1
| 31 de agosto | Eslovenia                                             | 90–81                                 | Polonia                                                   | Helsinki, Finlandia                                                                                               |  |
| 13:45        | Parciales: 24–22, 29–24, 21–12, 16–23                 | Parciales: 24–22, 29–24, 21–12, 16–23 | Parciales: 24–22, 29–24, 21–12, 16–23                     | |  |
|              | Estadísticas Dragić 30 Randolph 10 Dončić 6 Dragić 27 | Reporte Pts Reb Asts Val              | Estadísticas 22 Ponitka 13 Ponitka 6 Slaughter 22 Ponitka | Pabellón: Hartwall Areena Asistencia: 835 espectadores Árbitros: Cristiano Maranho Apostolos Kalpakas Arnis Ozols |  |

| 31 de agosto | Islandia                                                                | 61–90                                 | Grecia                                                   | Helsinki, Finlandia                                                                                             |  |
| 16:30        | Parciales: 10–26, 23–11, 12–24, 16–29                                   | Parciales: 10–26, 23–11, 12–24, 16–29 | Parciales: 10–26, 23–11, 12–24, 16–29                    | |  |
|              | Estadísticas Palsson 21 Ermolinskij, Palsson 4 Ermolinskij 5 Palsson 16 | Reporte Pts Reb Asts Val              | Estadísticas 20 Pappas 8 Bourousis 4 Bourousis 20 Pappas | Pabellón: Hartwall Areena Asistencia: 1911 espectadores Árbitros: Aleksandar Glišić Takaki Kato Petar Obradović |  |

| 31 de agosto | Francia                                                      | 84–86 TE                                           | Finlandia                                                    | Helsinki, Finlandia                                                                                               |  |
| 20:00        | Parciales: 15–23, 18–9, 20–17, 19–23 (T.E.: 12–14)           | Parciales: 15–23, 18–9, 20–17, 19–23 (T.E.: 12–14) | Parciales: 15–23, 18–9, 20–17, 19–23 (T.E.: 12–14)           | |  |
|              | Estadísticas Fournier 25 Diaw 9 tres jugadores 3 Fournier 22 | Reporte Pts Reb Asts Val                           | Estadísticas 22 Markkanen 7 Markkanen 8 Koponen 22 Markkanen | Pabellón: Hartwall Areena Asistencia: 12 167 espectadores Árbitros: Antonio Conde Mārtiņš Kozlovskis Zafer Yılmaz |  |

Jornada 2
| 2 de septiembre | Polonia                                                      | 91–61                                | Islandia                                                            | Helsinki, Finlandia                                                                                                 |  |
| 13:45           | Parciales: 16–14, 25–15, 19–8, 31–24                         | Parciales: 16–14, 25–15, 19–8, 31–24 | Parciales: 16–14, 25–15, 19–8, 31–24                                | |  |
|                 | Estadísticas Waczyński 15 Ponitka 10 Koszarek 5 Waczyński 18 | Reporte Pts Reb Asts Val             | Estadísticas 16 Vilhjálmsson 7 Bæringsson 4 Palsson 14 Vilhjálmsson | Pabellón: Hartwall Areena Asistencia: 3618 espectadores Árbitros: Petar Obradović Alexey Davydov Mārtiņš Kozlovskis |  |

| 2 de septiembre | Grecia                                                         | 87–95                                 | Francia                                                                        | Helsinki, Finlandia                                                                                           |  |
| 16:30           | Parciales: 15–27, 21–28, 21–20, 30–20                          | Parciales: 15–27, 21–28, 21–20, 30–20 | Parciales: 15–27, 21–28, 21–20, 30–20                                          | |  |
|                 | Estadísticas Printezis 22 Antetokounmpo 6 Sloukas 7 Sloukas 23 | Reporte Pts Reb Asts Val              | Estadísticas 21 Lauvergne, Fournier 11 Lauvergne 4 tres jugadores 26 Lauvergne | Pabellón: Hartwall Areena Asistencia: 5013 espectadores Árbitros: Cristiano Maranho Antonio Conde Takaki Kato |  |

| 2 de septiembre | Finlandia                                               | 78–81                                 | Eslovenia                                          | Helsinki, Finlandia                                                                                                   |  |
| 20:00           | Parciales: 22–22, 20–30, 21–13, 15–16                   | Parciales: 22–22, 20–30, 21–13, 15–16 | Parciales: 22–22, 20–30, 21–13, 15–16              | |  |
|                 | Estadísticas Markkanen 24 Huff 8 Koponen 9 Markkanen 25 | Reporte Pts Reb Asts Val              | Estadísticas 29 Dragić 8 Dončić 6 Vidmar 30 Dragić | Pabellón: Hartwall Areena Asistencia: 11 963 espectadores Árbitros: Aleksandar Glišić Apostolos Kalpakas Yener Yılmaz |  |

Jornada 3
| 3 de septiembre | Francia                                                           | 115–79                                | Islandia                                                                            | Helsinki, Finlandia                                                                                          |  |
| 13:45           | Parciales: 29–25, 20–17, 37–14, 29–23                             | Parciales: 29–25, 20–17, 37–14, 29–23 | Parciales: 29–25, 20–17, 37–14, 29–23                                               | |  |
|                 | Estadísticas de Colo 16 Heurtel 7 Heurtel Westermann 6 de Colo 22 | Reporte Pts Reb Asts Val              | Estadísticas 23 Stefánsson 7 Acox, Stefánsson 6 Vilhjálmsson, Palsson 19 Stefánsson | Pabellón: Hartwall Areena Asistencia: 3396 espectadores Árbitros: Takaki Kato Apostolos Kalpakas Arnis Ozols |  |

| 3 de septiembre | Eslovenia                                          | 78–72                                 | Grecia                                                   | Helsinki, Finlandia                                                                                                  |  |
| 16:30           | Parciales: 23–13, 12–17, 17–28, 26–14              | Parciales: 23–13, 12–17, 17–28, 26–14 | Parciales: 23–13, 12–17, 17–28, 26–14                    | |  |
|                 | Estadísticas Dončić 22 Vidmar 8 Dragić 4 Dončić 22 | Reporte Pts Reb Asts Val              | Estadísticas 18 Sloukas 8 Printezis 6 Sloukas 20 Sloukas | Pabellón: Hartwall Areena Asistencia: 4099 espectadores Árbitros: Cristiano Maranho Antonio Conde Mārtiņš Kozlovskis |  |

| 3 de septiembre | Finlandia                                                    | 2TE 90–87                                                | Polonia                                                         | Helsinki, Finlandia                                                                                                  |  |
| 20:00           | Parciales: 18–8, 18–24, 16–20, 14–14 (T.E.: 12–12, 12–9)     | Parciales: 18–8, 18–24, 16–20, 14–14 (T.E.: 12–12, 12–9) | Parciales: 18–8, 18–24, 16–20, 14–14 (T.E.: 12–12, 12–9)        | |  |
|                 | Estadísticas Markkanen 27 Markkanen 9 Koponen 7 Markkanen 27 | Reporte Pts Reb Asts Val                                 | Estadísticas 18 Slaughter 7 Kulig 4 cuatro jugadores 18 Ponitka | Pabellón: Hartwall Areena Asistencia: 11 360 espectadores Árbitros: Aleksandar Glišić Alexey Davydov Petar Obradović |  |

Jornada 4
| 5 de septiembre | Islandia                                                                           | 75–102                                | Eslovenia                                                          | Helsinki, Finlandia                                                                                                 |  |
| 13:45           | Parciales: 25–23, 18–37, 16–21, 16–21                                              | Parciales: 25–23, 18–37, 16–21, 16–21 | Parciales: 25–23, 18–37, 16–21, 16–21                              | |  |
|                 | Estadísticas Hermansson 18 Hermannsson, Ermolinskij 5 Hermannsson 4 Hermannsson 24 | Reporte Pts Reb Asts Val              | Estadísticas 21 Dragić 6 tres jugadores 5 Dragić, Vidmar 24 Dragić | Pabellón: Hartwall Areena Asistencia: 1531 espectadores Árbitros: Aleksandar Glišić Apostolos Kalpakas Zafer Yılmaz |  |

| 5 de septiembre | Polonia                                                        | 75–78                                 | Francia                                                   | Helsinki, Finlandia                                                                                        |  |
| 16:30           | Parciales: 20–13, 14–13, 18–25, 23–27                          | Parciales: 20–13, 14–13, 18–25, 23–27 | Parciales: 20–13, 14–13, 18–25, 23–27                     | |  |
|                 | Estadísticas Waczyński 15 Kulig 8 Waczyński, Koszarek 4 Cel 16 | Reporte Pts Reb Asts Val              | Estadísticas 23 Heurtel 11 Lauvergne 6 Heurtel 28 Heurtel | Pabellón: Hartwall Areena Asistencia: 1868 espectadores Árbitros: Antonio Conde Alexey Davydov Arnis Ozols |  |

| 5 de septiembre | Grecia                                                                | 77–89                                 | Finlandia                                                | Helsinki, Finlandia                                                                                                |  |
| 20:00           | Parciales: 14–23, 19–22, 19–22, 25–22                                 | Parciales: 14–23, 19–22, 19–22, 25–22 | Parciales: 14–23, 19–22, 19–22, 25–22                    | |  |
|                 | Estadísticas Antetokounmpo 17 Agravanis 6 Calathes 5 Antetokounmpo 16 | Reporte Pts Reb Asts Val              | Estadísticas 24 Koponen 6 Markkanen 6 Koponen 25 Koponen | Pabellón: Hartwall Areena Asistencia: 12 327 espectadores Árbitros: Takaki Kato Mārtiņš Kozlovskis Petar Obradović |  |

Jornada 5
| 6 de septiembre | Eslovenia                                          | 95–78                                 | Francia                                                    | Helsinki, Finlandia                                                                                            |  |
| 14:45           | Parciales: 28–22, 24–13, 25–16, 18–27              | Parciales: 28–22, 24–13, 25–16, 18–27 | Parciales: 28–22, 24–13, 25–16, 18–27                      | |  |
|                 | Estadísticas Dragić 22 Dončić 9 Dragić 8 Dragić 28 | Reporte Pts Reb Asts Val              | Estadísticas 16 de Colo 5 tres jugadores 6 Heurtel 16 Diaw | Pabellón: Hartwall Areena Asistencia: 3166 espectadores Árbitros: Antonio Conde Takaki Kato Mārtiņš Kozlovskis |  |

| 6 de septiembre | Grecia                                                        | 95–77                                 | Polonia                                           | Helsinki, Finlandia                                                                                                   |  |
| 17:30           | Parciales: 23–29, 26–14, 21–24, 25–10                         | Parciales: 23–29, 26–14, 21–24, 25–10 | Parciales: 23–29, 26–14, 21–24, 25–10             | |  |
|                 | Estadísticas Sloukas 26 Papagiannis 8 Calathes 10 Calathes 28 | Reporte Pts Reb Asts Val              | Estadísticas 26 Kulig 6 Kulig 9 Koszarek 29 Kulig | Pabellón: Hartwall Areena Asistencia: 3666 espectadores Árbitros: Cristiano Maranho Aleksandar Glišić Petar Obradović |  |

| 6 de septiembre | Finlandia                                                     | 83–79                                 | Islandia                                                                         | Helsinki, Finlandia                                                                                                 |  |
| 20:45           | Parciales: 24–18, 18–22, 10–19, 31–20                         | Parciales: 24–18, 18–22, 10–19, 31–20 | Parciales: 24–18, 18–22, 10–19, 31–20                                            | |  |
|                 | Estadísticas Markkanen 23 Lee 8 Koponen 6 Salin, Markkanen 20 | Reporte Pts Reb Asts Val              | Estadísticas 13 Stefánsson 5 Hermannsson, Ermolinskij 6 Bæringsson 16 Bæringsson | Pabellón: Hartwall Areena Asistencia: 12 037 espectadores Árbitros: Zafer Yılmaz Aleksey Davydov Apostolos Kalpakas |  |

### Grupo B
| Pos. | Equipo     | PJ | G | P | PF  | PC  | DP   | Pts | QF               |
| ---- | ---------- | -- | - | - | --- | --- | ---- | --- | ---------------- |
| 1    | Lituania   | 5  | 4 | 1 | 356 | 441 | −85  | 9   | Octavos de final |
| 2    | Alemania   | 5  | 3 | 2 | 397 | 336 | +61  | 8   | Octavos de final |
| 3    | Italia     | 5  | 3 | 2 | 378 | 367 | +11  | 8   | Octavos de final |
| 4    | Ucrania    | 5  | 2 | 3 | 316 | 414 | −98  | 7   | Octavos de final |
| 5    | Georgia    | 5  | 2 | 3 | 449 | 303 | +146 | 7   |                  |
| 6    | Israel (H) | 5  | 1 | 4 | 335 | 370 | −35  | 6   |                  |

 Fuente: FIBA
Criterios de clasificación: 1) Points; 2) Head-to-head results; 3) Points difference; 4) Points scored.
Notas:
1. 1 2  Alemania 61–55 Italia
2. 1 2  Ucrania 88–81 Georgia

Todos los horarios corresponden al huso horario local (Hora de Verano de Israel – UTC+3)
Jornada 1
| 31 de agosto | Alemania                                                | 75–63                                | Ucrania                                                           | Tel Aviv, Israel |  |
| 15:45        | Parciales: 9–16, 30–17, 19–14, 17–16                    | Parciales: 9–16, 30–17, 19–14, 17–16 | Parciales: 9–16, 30–17, 19–14, 17–16                              | |  |
|              | Estadísticas Schröder 32 Theis 9 Schröder 8 Schröder 33 | Reporte Pts Reb Asts Val             | Estadísticas 12 Mishula 6 Lypovyy, Pustovyi 7 Lypovyy 13 Pustovyi | Pabellón: Menora Mivtachim Arena Asistencia: 1363 espectadores Árbitros: Ademir Zurapović Saša Maričić Ventsislav Velikov |  |

| 31 de agosto | Lituania                                                            | 77–79                                 | Georgia                                                    | Tel Aviv, Israel |  |
| 18:30        | Parciales: 18–18, 21–16, 18–25, 20–20                               | Parciales: 18–18, 21–16, 18–25, 20–20 | Parciales: 18–18, 21–16, 18–25, 20–20                      | |  |
|              | Estadísticas Kuzminskas 18 Valančiūnas 9 Kalnietis 4 Valančiūnas 18 | Reporte Pts Reb Asts Val              | Estadísticas 29 Shengelia 10 Pachulia 7 Dixon 21 Shengelia | Pabellón: Menora Mivtachim Arena Asistencia: 2088 espectadores Árbitros: Leandro Lezcano Marius Ciulin Yener Yılmaz |  |

| 31 de agosto | Italia                                                    | 69–48                               | Israel                                             | Tel Aviv, Israel                                                                                                  |  |
| 21:30        | Parciales: 21–15, 15–17, 15–9, 18–7                       | Parciales: 21–15, 15–17, 15–9, 18–7 | Parciales: 21–15, 15–17, 15–9, 18–7                | |  |
|              | Estadísticas Belinelli 18 Melli 10 Hackett 5 Belinelli 19 | Reporte Pts Reb Asts Val            | Estadísticas 18 Casspi 9 Casspi 4 Ohayon 18 Casspi | Pabellón: Menora Mivtachim Arena Asistencia: 9347 espectadores Árbitros: Vicente Bultó Gentian Cici Jorge Vázquez |  |

Jornada 2
| 2 de septiembre | Georgia                                                 | 57–67                                | Alemania                                         | Tel Aviv, Israel                                                                                                 |  |
| 15:45           | Parciales: 19–19, 17–22, 16–14, 5–12                    | Parciales: 19–19, 17–22, 16–14, 5–12 | Parciales: 19–19, 17–22, 16–14, 5–12             | |  |
|                 | Estadísticas Pachulia 14 Pachulia 8 Dixon 5 Pachulia 12 | Reporte Pts Reb Asts Val             | Estadísticas 23 Schröder 7 Barthel 3 Lô 12 Theis | Pabellón: Menora Mivtachim Arena Asistencia: 2285 espectadores Árbitros: Vicente Bultó Gentian Cici Saša Maričić |  |

| 2 de septiembre | Ucrania                                                   | 66–78                                 | Italia                                                     | Tel Aviv, Israel                                                                                                  |  |
| 18:30           | Parciales: 19–16, 14–27, 15–16, 18–19                     | Parciales: 19–16, 14–27, 15–16, 18–19 | Parciales: 19–16, 14–27, 15–16, 18–19                      | |  |
|                 | Estadísticas Pustovyi 21 Zaytsev 8 Lukashov 6 Pustovyi 21 | Reporte Pts Reb Asts Val              | Estadísticas 26 Belinelli 6 Hackett 6 Hackett 18 Belinelli | Pabellón: Menora Mivtachim Arena Asistencia: 1666 espectadores Árbitros: Jorge Vázquez Marius Ciulin Zafer Yılmaz |  |

| 2 de septiembre | Israel                                            | 73–88                                 | Lituania                                                                   | Tel Aviv, Israel |  |
| 21:30           | Parciales: 23–19, 14–19, 14–33, 22–17             | Parciales: 23–19, 14–19, 14–33, 22–17 | Parciales: 23–19, 14–19, 14–33, 22–17                                      | |  |
|                 | Estadísticas Howell 20 Casspi 5 Mekel] 4 Mekel 21 | Reporte Pts Reb Asts Val              | Estadísticas 18 Ulanovas 10 Mačiulis, Valančiūnas 5 Mačiulis 21 Kuzminskas | Pabellón: Menora Mivtachim Arena Asistencia: 9926 espectadores Árbitros: Leandro Lezcano Radomir Vojinović Ademir Zurapović |  |

Jornada 3
| 3 de septiembre | Georgia                                                                               | 81–88                                 | Ucrania                                                     | Tel Aviv, Israel |  |
| 15:45           | Parciales: 20–21, 18–30, 25–16, 18–21                                                 | Parciales: 20–21, 18–30, 25–16, 18–21 | Parciales: 20–21, 18–30, 25–16, 18–21                       | |  |
|                 | Estadísticas Pachulia, Shermadini 17 Shengelia 6 Shengelia 7 Shermadini, Shengelia 19 | Reporte Pts Reb Asts Val              | Estadísticas 19 Pustovyi 8 Pustovyi 12 Lukashov 32 Lukashov | Pabellón: Menora Mivtachim Arena Asistencia: 1167 espectadores Árbitros: Leandro Lezcano Saša Maričić Radomir Vojinović |  |

| 3 de septiembre | Lituania                                                             | 78–73                                | Italia                                                       | Tel Aviv, Israel |  |
| 18:30           | Parciales: 23–23, 18–9, 16–17, 21–24                                 | Parciales: 23–23, 18–9, 16–17, 21–24 | Parciales: 23–23, 18–9, 16–17, 21–24                         | |  |
|                 | Estadísticas Juškevičius 20 Valančiūnas 8 Kalnietis 8 Valančiūnas 20 | Reporte Pts Reb Asts Val             | Estadísticas 24 Datome 3 cuatro jugadores 6 Filloy 22 Datome | Pabellón: Menora Mivtachim Arena Asistencia: 2680 espectadores Árbitros: Vicente Bultó Gentian Cici Ademir Zurapović |  |

| 3 de septiembre | Alemania                                              | 80–82                                 | Israel                                             | Tel Aviv, Israel |  |
| 21:30           | Parciales: 18–23, 25–20, 26–14, 11–25                 | Parciales: 18–23, 25–20, 26–14, 11–25 | Parciales: 18–23, 25–20, 26–14, 11–25              | |  |
|                 | Estadísticas Schröder 20 Theis 15 Schröder 7 Theis 29 | Reporte Pts Reb Asts Val              | Estadísticas 23 Howell 11 Casspi 4 Mekel 36 Howell | Pabellón: Menora Mivtachim Arena Asistencia: 8843 espectadores Árbitros: Jorge Vázquez Ventsislav Velikov Yener Yılmaz |  |

Jornada 4
| 5 de septiembre | Ucrania                                                             | 62–94                                 | Lituania                                                               | Tel Aviv, Israel |  |
| 15:45           | Parciales: 10–27, 20–17, 17–28, 15–22                               | Parciales: 10–27, 20–17, 17–28, 15–22 | Parciales: 10–27, 20–17, 17–28, 15–22                                  | |  |
|                 | Estadísticas Pustovyi 29 Korniyenko 9 Lypovyy, Bobrov 5 Pustovyi 34 | Reporte Pts Reb Asts Val              | Estadísticas 22 Valančiūnas 15 Valančiūnas 11 Kalnietis 30 Valančiūnas | Pabellón: Menora Mivtachim Arena Asistencia: 1331 espectadores Árbitros: Leandro Lezcano Marius Ciulin Ventsislav Velikov |  |

| 5 de septiembre | Italia                                                              | 55–61                                | Alemania                                                      | Tel Aviv, Israel                                                                                                 |  |
| 18:30           | Parciales: 17–16, 12–13, 9–14, 17–18                                | Parciales: 17–16, 12–13, 9–14, 17–18 | Parciales: 17–16, 12–13, 9–14, 17–18                          | |  |
|                 | Estadísticas Filloy 15 Datome 7 Belinelli, Melli 2 Filloy, Melli 13 | Reporte Pts Reb Asts Val             | Estadísticas 17 Schröder 7 Voigtmann 5 Voigtmann 22 Voigtmann | Pabellón: Menora Mivtachim Arena Asistencia: 2225 espectadores Árbitros: Vicente Bultó Gentian Cici Saša Maričić |  |

| 5 de septiembre | Israel                                              | 91–104 TE                                          | Georgia                                                     | Tel Aviv, Israel |  |
| 21:30           | Parciales: 22–21, 27–26, 21–20, 19–22 (T.E.: 2–15)  | Parciales: 22–21, 27–26, 21–20, 19–22 (T.E.: 2–15) | Parciales: 22–21, 27–26, 21–20, 19–22 (T.E.: 2–15)          | |  |
|                 | Estadísticas Mekel 23 Casspi 6 Eliyahu 6 Eliyahu 23 | Reporte Pts Reb Asts Val                           | Estadísticas 25 Shengelia 19 Shengelia 8 Dixon 32 Shengelia | Pabellón: Menora Mivtachim Arena Asistencia: 9046 espectadores Árbitros: Ademir Zurapović Radomir Vojinović Yener Yılmaz |  |

Jornada 5
| 6 de septiembre | Alemania                                             | 72–89                                 | Lituania                                                              | Tel Aviv, Israel |  |
| 14:45           | Parciales: 19–23, 24–24, 17–25, 12–17                | Parciales: 19–23, 24–24, 17–25, 12–17 | Parciales: 19–23, 24–24, 17–25, 12–17                                 | |  |
|                 | Estadísticas Schröder 26 Tadda 8 Tadda 6 Schröder 22 | Reporte Pts Reb Asts Val              | Estadísticas 27 Valančiūnas 15 Valančiūnas 9 Kalnietis 35 Valančiūnas | Pabellón: Menora Mivtachim Arena Asistencia: 1680 espectadores Árbitros: Vicente Bultó Gentian Cici Ademir Zurapović |  |

| 6 de septiembre | Georgia                                                     | 69–71                                 | Italia                                                                   | Tel Aviv, Israel |  |
| 17:30           | Parciales: 10–27, 20–11, 17–20, 22–13                       | Parciales: 10–27, 20–11, 17–20, 22–13 | Parciales: 10–27, 20–11, 17–20, 22–13                                    | |  |
|                 | Estadísticas Dixon 29 Pachulia 12 tres jugadores 2 Dixon 25 | Reporte Pts Reb Asts Val              | Estadísticas 15 Belinelli 7 Aradori, Cusin 4 Filloy, Datome 16 Belinelli | Pabellón: Menora Mivtachim Arena Asistencia: 1746 espectadores Árbitros: Jorge Vázquez Saša Maričić Radomir Vojinović |  |

| 6 de septiembre | Israel                                                 | 64–88                                 | Ucrania                                                              | Tel Aviv, Israel |  |
| 20:45           | Parciales: 16–19, 12–27, 11–25, 25–17                  | Parciales: 16–19, 12–27, 11–25, 25–17 | Parciales: 16–19, 12–27, 11–25, 25–17                                | |  |
|                 | Estadísticas Eliyahu 12 Eliyahu 5 Eliyahu 6 Eliyahu 18 | Reporte Pts Reb Asts Val              | Estadísticas 17 Kravtsov 7 Kravtsov, Pustovyi 7 Lukashov 19 Kravtsov | Pabellón: Menora Mivtachim Arena Asistencia: 5036 espectadores Árbitros: Leandro Lezcano Marius Ciulin Yener Yılmaz |  |

### Grupo C
| Pos. | Equipo          | PJ | G | P | PF  | PC  | DP   | Pts | QF               |
| ---- | --------------- | -- | - | - | --- | --- | ---- | --- | ---------------- |
| 1    | España          | 5  | 5 | 0 | 449 | 303 | +146 | 10  | Octavos de final |
| 2    | Croacia         | 5  | 4 | 1 | 397 | 336 | +61  | 9   | Octavos de final |
| 3    | Montenegro      | 5  | 3 | 2 | 378 | 367 | +11  | 8   | Octavos de final |
| 4    | Hungría         | 5  | 2 | 3 | 335 | 370 | −35  | 7   | Octavos de final |
| 5    | República Checa | 5  | 1 | 4 | 356 | 441 | −85  | 6   |                  |
| 6    | Rumania (H)     | 5  | 0 | 5 | 316 | 414 | −98  | 5   |                  |

 Fuente: FIBA
Criterios de clasificación: 1) Points; 2) Head-to-head results; 3) Points difference; 4) Points scored.

Todos los horarios corresponden al huso horario local (Hora de verano del Este Europeo – UTC+3)
Jornada 1
| 1 de septiembre | Hungría                                                               | 58–67                                | Croacia                                                      | Cluj-Napoca, Rumania |  |
| 15:00           | Parciales: 20–20, 16–19, 17–13, 5–15                                  | Parciales: 20–20, 16–19, 17–13, 5–15 | Parciales: 20–20, 16–19, 17–13, 5–15                         | |  |
|                 | Estadísticas Perl 12 Keller, Vojvoda 6 Hanga 4 Keller, Eilingsfeld 10 | Reporte Pts Reb Asts Val             | Estadísticas 23 Bogdanović 7 Bogdanović 4 Ukić 24 Bogdanović | Pabellón: Polyvalent Hall Asistencia: 1680 espectadores Árbitros: Panagiotis Anastopoulos Nicolas Maestre Markos Michaelides |  |

| 1 de septiembre | España                                                                         | 99–60                                 | Montenegro                                                         | Cluj-Napoca, Rumania                                                                                 |  |
| 17:45           | Parciales: 26–14, 25–15, 19–15, 29–16                                          | Parciales: 26–14, 25–15, 19–15, 29–16 | Parciales: 26–14, 25–15, 19–15, 29–16                              | |  |
|                 | Estadísticas W. Hernangómez 18 W. Hernangómez 9 Rodríguez 10 W. Hernangómez 24 | Reporte Pts Reb Asts Val              | Estadísticas 16 Vučević 7 Vučević 3 Rice, Pavličević 14 Pavličević | Pabellón: Polyvalent Hall Asistencia: 2300 espectadores Árbitros: Tolga Şahin Chris Reid Yohan Rosso |  |

| 1 de septiembre | Rumania                                                          | 68–83                                | República Checa                                                 | Cluj-Napoca, Rumania                                                                                           |  |
| 20:30           | Parciales: 22–21, 16–19, 9–22, 21–21                             | Parciales: 22–21, 16–19, 9–22, 21–21 | Parciales: 22–21, 16–19, 9–22, 21–21                            | |  |
|                 | Estadísticas Moldoveanu 24 Moldoveanu 8 Mandache 5 Moldoveanu 25 | Reporte Pts Reb Asts Val             | Estadísticas 23 Hruban 13 Satoranský 6 Satoranský 32 Satoranský | Pabellón: Polyvalent Hall Asistencia: 2260 espectadores Árbitros: Roberto Vázquez Boris Krejić Sergiy Zashchuk |  |

Jornada 2
| 2 de septiembre | Montenegro                                                                          | 72–48                                | Hungría                                                 | Cluj-Napoca, Rumania                                                                                                 |  |
| 15:00           | Parciales: 14–11, 25–18, 21–11, 12–8                                                | Parciales: 14–11, 25–18, 21–11, 12–8 | Parciales: 14–11, 25–18, 21–11, 12–8                    | |  |
|                 | Estadísticas Vučević, Dubljević 13 Barović 9 Rice, Ivanović 3 Vučević, Dubljević 15 | Reporte Pts Reb Asts Val             | Estadísticas 20 Vojvoda 7 Karahodžić 3 Hanga 15 Vojvoda | Pabellón: Polyvalent Hall Asistencia: 2434 espectadores Árbitros: Roberto Vázquez Markos Michaelides Sergiy Zashchuk |  |

| 2 de septiembre | República Checa                                                          | 56–93                                | España                                                               | Cluj-Napoca, Rumania                                                                                             |  |
| 17:45           | Parciales: 14–33, 9–23, 15–20, 18–17                                     | Parciales: 14–33, 9–23, 15–20, 18–17 | Parciales: 14–33, 9–23, 15–20, 18–17                                 | |  |
|                 | Estadísticas Kříž 11 Satoranský, Švrdlík 5 Satoranský 5 Švrdlík, Kříž 11 | Reporte Pts Reb Asts Val             | Estadísticas 26 P. Gasol 11 Hernangómez 5 tres jugadores 35 P. Gasol | Pabellón: Polyvalent Hall Asistencia: 3033 espectadores Árbitros: Panagiotis Anastopoulos Erez Gurion Chris Reid |  |

| 2 de septiembre | Croacia                                                            | 74–58                                 | Rumania                                                      | Cluj-Napoca, Rumania                                                                                      |  |
| 20:30           | Parciales: 20–12, 22–17, 15–13, 17–16                              | Parciales: 20–12, 22–17, 15–13, 17–16 | Parciales: 20–12, 22–17, 15–13, 17–16                        | |  |
|                 | Estadísticas Bogdanović 21 Šarić 10 Simon, Ramljak 4 Bogdanović 21 | Reporte Pts Reb Asts Val              | Estadísticas 14 Moldoveanu 7 Mandache 6 Mandache 15 Mandache | Pabellón: Polyvalent Hall Asistencia: 4754 espectadores Árbitros: Tolga Şahin Nicolas Maestre Yohan Rosso |  |

Jornada 3
| 4 de septiembre | Hungría                                        | 85–73                                 | República Checa                                                              | Cluj-Napoca, Rumania                                                                                     |  |
| 15:00           | Parciales: 23–16, 21–17, 22–25, 19–17          | Parciales: 23–16, 21–17, 22–25, 19–17 | Parciales: 23–16, 21–17, 22–25, 19–17                                        | |  |
|                 | Estadísticas Hanga 31 Hanga 8 Hanga 8 Hanga 34 | Reporte Pts Reb Asts Val              | Estadísticas 18 Satoranský, Palyza 7 Satoranský 4 Satoranský, Welsch 19 Auda | Pabellón: Polyvalent Hall Asistencia: 1893 espectadores Árbitros: Tolga Şahin Nicolas Maestre Chris Reid |  |

| 4 de septiembre | Montenegro                                                           | 72–76                                 | Croacia                                                    | Cluj-Napoca, Rumania                                                                                                  |  |
| 17:45           | Parciales: 17–25, 14–18, 21–19, 20–14                                | Parciales: 17–25, 14–18, 21–19, 20–14 | Parciales: 17–25, 14–18, 21–19, 20–14                      | |  |
|                 | Estadísticas Rice 22 Dubljević 11 Todorović, Ivanović 3 Dubljević 26 | Reporte Pts Reb Asts Val              | Estadísticas 23 Bogdanović 7 Planinić 6 Ukić 22 Bogdanović | Pabellón: Polyvalent Hall Asistencia: 1983 espectadores Árbitros: Panagiotis Anastopoulos Yohan Rosso Roberto Vázquez |  |

| 4 de septiembre | España                                                                         | 91–50                               | Rumania                                                                  | Cluj-Napoca, Rumania                                                                                          |  |
| 20:30           | Parciales: 21–19, 20–8, 29–8, 21–15                                            | Parciales: 21–19, 20–8, 29–8, 21–15 | Parciales: 21–19, 20–8, 29–8, 21–15                                      | |  |
|                 | Estadísticas J. Hernangómez 18 W. Hernangómez 13 Rodríguez 7 J. Hernangómez 20 | Reporte Pts Reb Asts Val            | Estadísticas 15 Moldoveanu 6 Moldoveanu, Cățe 3 Moldoveanu 16 Moldoveanu | Pabellón: Polyvalent Hall Asistencia: 8163 espectadores Árbitros: Markos Michaelides Erez Gurion Boris Krejić |  |

Jornada 4
| 5 de septiembre | República Checa                                                    | 75–88                                 | Montenegro                                                           | Cluj-Napoca, Rumania                                                                                      |  |
| 15:00           | Parciales: 17–24, 17–25, 21–29, 20–10                              | Parciales: 17–24, 17–25, 21–29, 20–10 | Parciales: 17–24, 17–25, 21–29, 20–10                                | |  |
|                 | Estadísticas Auda 14 Švrdlík, Peterka 4 Satoranský 12 Satoranský25 | Reporte Pts Reb Asts Val              | Estadísticas 17 Vučević, Ivanović 14 Vučević 5 Pavličević 29 Vučević | Pabellón: Polyvalent Hall Asistencia: 2424 espectadores Árbitros: Yohan Rosso Erez Gurion Sergiy Zashchuk |  |

| 5 de septiembre | Croacia                                         | 73–79                                 | España                                                      | Cluj-Napoca, Rumania                                                                                                  |  |
| 17:45           | Parciales: 20–21, 12–17, 22–15, 19–26           | Parciales: 20–21, 12–17, 22–15, 19–26 | Parciales: 20–21, 12–17, 22–15, 19–26                       | |  |
|                 | Estadísticas Šarić 18 Šarić 13 Simon 6 Šarić 27 | Reporte Pts Reb Asts Val              | Estadísticas 13 Rubio 11 P. Gasol 3 tres jugadores 17 Rubio | Pabellón: Polyvalent Hall Asistencia: 6089 espectadores Árbitros: Tolga Şahin Panagiotis Anastopoulos Nicolas Maestre |  |

| 5 de septiembre | Rumania                                                               | 71–80                                 | Hungría                                               | Cluj-Napoca, Rumania                                                                                      |  |
| 20:30           | Parciales: 15–16, 17–22, 20–22, 19–20                                 | Parciales: 15–16, 17–22, 20–22, 19–20 | Parciales: 15–16, 17–22, 20–22, 19–20                 | |  |
|                 | Estadísticas Mandache 24 Moldoveanu 9 Calota-Popa, Kuti 4 Mandache 22 | Reporte Pts Reb Asts Val              | Estadísticas 26 Vojvoda 7 Keller 4 Vojvoda 24 Vojvoda | Pabellón: Polyvalent Hall Asistencia: 9121 espectadores Árbitros: Roberto Vázquez Boris Krejić Chris Reid |  |

Jornada 5
| 7 de septiembre | República Checa                                            | 69–107                               | Croacia                                                   | Cluj-Napoca, Rumania                                                                                |  |
| 14:30           | Parciales: 17–28, 23–26, 20–24, 9–29                       | Parciales: 17–28, 23–26, 20–24, 9–29 | Parciales: 17–28, 23–26, 20–24, 9–29                      | |  |
|                 | Estadísticas Auda 19 Auda, Hruban 5 Satoranský 6 Hruban 21 | Reporte Pts Reb Asts Val             | Estadísticas 25 Bogdanović 10 Šarić 7 Simon 24 Bogdanović | Pabellón: Polyvalent Hall Asistencia: 737 espectadores Árbitros: Tolga Şahin Yohan Rosso Chris Reid |  |

| 7 de septiembre | Hungría                                                       | 64–87                                 | España                                                      | Cluj-Napoca, Rumania                                                                                           |  |
| 17:15           | Parciales: 10–22, 19–19, 17–19, 18–27                         | Parciales: 10–22, 19–19, 17–19, 18–27 | Parciales: 10–22, 19–19, 17–19, 18–27                       | |  |
|                 | Estadísticas Ferencz 17 tres jugadores 4 Vojvoda 4 Ferencz 16 | Reporte Pts Reb Asts Val              | Estadísticas 20 P. Gasol 8 P. Gasol 7 Rodríguez 23 P. Gasol | Pabellón: Polyvalent Hall Asistencia: 3180 espectadores Árbitros: Nicolas Maestre Sergiy Zashchuk Boris Krejić |  |

| 7 de septiembre | Montenegro                                                                   | 86–69                                 | Rumania                                                  | Cluj-Napoca, Rumania |  |
| 20:45           | Parciales: 24–19, 18–11, 24–23, 20–16                                        | Parciales: 24–19, 18–11, 24–23, 20–16 | Parciales: 24–19, 18–11, 24–23, 20–16                    | |  |
|                 | Estadísticas tres jugadores 13 Dubljević 9 Pavličević, Ivanović 6 Vučević 21 | Reporte Pts Reb Asts Val              | Estadísticas 18 Kuti 10 Mandache 12 Mandache 29 Mandache | Pabellón: Polyvalent Hall Asistencia: 3419 espectadores Árbitros: Panagiotis Anastopoulos Markos Michaelides Erez Gurion |  |

### Grupo D
| Pos. | Equipo       | PJ | G | P | PF  | PC  | DP  | Pts | QF               |
| ---- | ------------ | -- | - | - | --- | --- | --- | --- | ---------------- |
| 1    | Serbia       | 5  | 4 | 1 | 400 | 353 | +47 | 9   | Octavos de final |
| 2    | Letonia      | 5  | 4 | 1 | 444 | 396 | +48 | 9   | Octavos de final |
| 3    | Rusia        | 5  | 4 | 1 | 378 | 366 | +12 | 9   | Octavos de final |
| 4    | Turquía (H)  | 5  | 2 | 3 | 388 | 380 | +8  | 7   | Octavos de final |
| 5    | Bélgica      | 5  | 1 | 4 | 353 | 410 | −57 | 6   |                  |
| 6    | Gran Bretaña | 5  | 0 | 5 | 390 | 448 | −58 | 5   |                  |

 Fuente: FIBA
Criterios de clasificación: 1) Points; 2) Head-to-head results; 3) Points difference; 4) Points scored.
Notas:
1. 1 2 3  Serbia: 3 pts., +7 DP; Letonia: 3 pts., +5 DP; Rusia: 3 pts., -12 DP

Todos los horarios corresponden al huso horario local (Hora de Turquía – UTC+3)
Jornada 1
| 1 de septiembre | Bélgica                                                                        | 103–90                                | Gran Bretaña                                          | Estambul, Turquía |  |
| 14:15           | Parciales: 24–26, 30–27, 19–14, 30–23                                          | Parciales: 24–26, 30–27, 19–14, 30–23 | Parciales: 24–26, 30–27, 19–14, 30–23                 | |  |
|                 | Estadísticas de Zeeuw 21 tres jugadores 6 van Rossom 5 van Rossom, de Zeeuw 24 | Reporte Pts Reb Asts Val              | Estadísticas 21 Olaseni 10 Olaseni 5 Clark 31 Olaseni | Pabellón: Ülker Sports Arena Asistencia: 322 espectadores Árbitros: Saverio Lanzarini Ferdinand Pascual Georgios Poursanidis |  |

| 1 de septiembre | Serbia                                                     | 92–82                                 | Letonia                                                       | Estambul, Turquía |  |
| 17:00           | Parciales: 21–24, 24–23, 20–13, 27–22                      | Parciales: 21–24, 24–23, 20–13, 27–22 | Parciales: 21–24, 24–23, 20–13, 27–22                         | |  |
|                 | Estadísticas Bogdanović 30 Mačvan 10 Jović 8 Bogdanović 28 | Reporte Pts Reb Asts Val              | Estadísticas 23 Bertāns 6 Bertāns, Timma 6 Bertāns 25 Bertāns | Pabellón: Ülker Sports Arena Asistencia: 1500 espectadores Árbitros: Marek Ćmikiewicz Martin Horozov Tomas Jasevičius |  |

| 1 de septiembre | Turquía                                        | 73–76                                 | Rusia                                                     | Estambul, Turquía                                                                                                 |  |
| 21:00           | Parciales: 15–20, 18–16, 18–19, 22–21          | Parciales: 15–20, 18–16, 18–19, 22–21 | Parciales: 15–20, 18–16, 18–19, 22–21                     | |  |
|                 | Estadísticas Osman 28 Osman 7 Osman 4 Osman 34 | Reporte Pts Reb Asts Val              | Estadísticas 22 Shved 9 Mozgov 4 Shved, Fridzon 20 Mozgov | Pabellón: Ülker Sports Arena Asistencia: 7286 espectadores Árbitros: Michael Weiland Manuel Mazzoni Milan Nedović |  |

Jornada 2
| 2 de septiembre | Letonia                                                         | 92–64                               | Bélgica                                              | Estambul, Turquía                                                                                                  |  |
| 14:15           | Parciales: 24–25, 23–8, 16–22, 29–9                             | Parciales: 24–25, 23–8, 16–22, 29–9 | Parciales: 24–25, 23–8, 16–22, 29–9                  | |  |
|                 | Estadísticas Porziņģis, Timma 27 Timma 7 Strēlnieks 13 Timma 33 | Reporte Pts Reb Asts Val            | Estadísticas 12 Hervelle 6 Serron 6 Tabu 13 Hervelle | Pabellón: Ülker Sports Arena Asistencia: 1038 espectadores Árbitros: Tomas Jasevičius Martin Horozov Milan Nedović |  |

| 2 de septiembre | Rusia                                                                  | 75–72                                 | Serbia                                                                            | Estambul, Turquía |  |
| 17:00           | Parciales: 18–21, 22–17, 18–13, 17–21                                  | Parciales: 18–21, 22–17, 18–13, 17–21 | Parciales: 18–21, 22–17, 18–13, 17–21                                             | |  |
|                 | Estadísticas Shved 22 Mozgov 8 Jvostov, Vorontsévich 5 Vorontsévich 16 | Reporte Pts Reb Asts Val              | Estadísticas 19 Bogdanović, Marjanović 6 Kuzmić, Marjanović 7 Jović 19 Marjanović | Pabellón: Ülker Sports Arena Asistencia: 1603 espectadores Árbitros: Saverio Lanzarini Manuel Mazzoni Georgios Poursanidis |  |

| 2 de septiembre | Gran Bretaña                                                                  | 70–84                                 | Turquía                                                       | Estambul, Turquía |  |
| 21:00           | Parciales: 18–23, 18–26, 18–15, 16–20                                         | Parciales: 18–23, 18–26, 18–15, 16–20 | Parciales: 18–23, 18–26, 18–15, 16–20                         | |  |
|                 | Estadísticas Lawrence, Olaseni 15 Olaseni 14 Lawrence, Okereafor 5 Olaseni 27 | Reporte Pts Reb Asts Val              | Estadísticas 24 Mahmutoğlu 7 Osman 6 Mahmutoğlu 25 Mahmutoğlu | Pabellón: Ülker Sports Arena Asistencia: 5538 espectadores Árbitros: Marek Cmikiewicz Aleksandar Milojević Ferdinand Pascual |  |

Jornada 3
| 4 de septiembre | Letonia                                                     | 97–92                                 | Gran Bretaña                                              | Estambul, Turquía |  |
| 14:15           | Parciales: 25–20, 25–20, 34–18, 13–34                       | Parciales: 25–20, 25–20, 34–18, 13–34 | Parciales: 25–20, 25–20, 34–18, 13–34                     | |  |
|                 | Estadísticas Porziņģis 28 Timma 9 Strēlnieks 9 Porziņģis 31 | Reporte Pts Reb Asts Val              | Estadísticas 23 Olaseni 10 Olaseni 10 Lawrence 31 Olaseni | Pabellón: Ülker Sports Arena Asistencia: 817 espectadores Árbitros: Saverio Lanzarini Aleksandar Milojević Milan Nedović |  |

| 4 de septiembre | Bélgica                                                  | 67–76                                 | Rusia                                                 | Estambul, Turquía |  |
| 17:00           | Parciales: 18–19, 15–16, 14–18, 20–23                    | Parciales: 18–19, 15–16, 14–18, 20–23 | Parciales: 18–19, 15–16, 14–18, 20–23                 | |  |
|                 | Estadísticas de Zeeuw 15 Serron 5 Hervelle 5 de Zeeuw 17 | Reporte Pts Reb Asts Val              | Estadísticas 20 Shved 9 Vorontsévich 6 Shved 22 Shved | Pabellón: Ülker Sports Arena Asistencia: 1144 espectadores Árbitros: Michael Weiland Martin Horozov Georgios Poursanidis |  |

| 4 de septiembre | Serbia                                              | 80–74                                 | Turquía                                                        | Estambul, Turquía |  |
| 21:00           | Parciales: 21–13, 15–18, 17–14, 27–29               | Parciales: 21–13, 15–18, 17–14, 27–29 | Parciales: 21–13, 15–18, 17–14, 27–29                          | |  |
|                 | Estadísticas Bogdanović 17 Lučić 9 Jović 9 Jović 20 | Reporte Pts Reb Asts Val              | Estadísticas 19 Mahmutoğlu 4 tres jugadores 5 Osman 15 Korkmaz | Pabellón: Ülker Sports Arena Asistencia: 9660 espectadores Árbitros: Marek Ćmikiewicz Tomas Jasevičius Manuel Mazzoni |  |

Jornada 4
| 5 de septiembre | Rusia                                                      | 69–84                                | Letonia                                          | Estambul, Turquía |  |
| 14:15           | Parciales: 15–12, 29–22, 8–18, 17–32                       | Parciales: 15–12, 29–22, 8–18, 17–32 | Parciales: 15–12, 29–22, 8–18, 17–32             | |  |
|                 | Estadísticas Shved 21 Mozgov, Kurbanov 6 Shved 6 Mozgov 17 | Reporte Pts Reb Asts Val             | Estadísticas 22 Timma 6 Timma 6 Bertāns 27 Timma | Pabellón: Ülker Sports Arena Asistencia: 944 espectadores Árbitros: Marek Ćmikiewicz Manuel Mazzoni Aleksandar Milojević |  |

| 5 de septiembre | Gran Bretaña                                                           | 68–82                                 | Serbia                                                             | Estambul, Turquía |  |
| 17:00           | Parciales: 14–25, 24–22, 17–18, 13–17                                  | Parciales: 14–25, 24–22, 17–18, 13–17 | Parciales: 14–25, 24–22, 17–18, 13–17                              | |  |
|                 | Estadísticas Okereafor 17 Olaseni 13 Okereafor 4 Okereafor, Olaseni 20 | Reporte Pts Reb Asts Val              | Estadísticas 18 Bogdanović 7 Bogdanović 7 Bogdanović 26 Bogdanović | Pabellón: Ülker Sports Arena Asistencia: 1080 espectadores Árbitros: Georgios Poursanidis Martin Horozov Michael Weiland |  |

| 5 de septiembre | Turquía                                             | 78–65                                 | Bélgica                                                              | Estambul, Turquía |  |
| 21:00           | Parciales: 23–14, 17–19, 15–20, 23–12               | Parciales: 23–14, 17–19, 15–20, 23–12 | Parciales: 23–14, 17–19, 15–20, 23–12                                | |  |
|                 | Estadísticas Korkmaz 14 Hersek 4 Erden 5 Korkmaz 15 | Reporte Pts Reb Asts Val              | Estadísticas 13 van Rossom 5 van Rossom, Serron 4 Tabu 16 van Rossom | Pabellón: Ülker Sports Arena Asistencia: 7919 espectadores Árbitros: Saverio Lanzarini Milan Nedović Ferdinand Pascual |  |

Jornada 5
| 7 de septiembre | Rusia                                            | 82–70                                 | Gran Bretaña                                     | Estambul, Turquía |  |
| 14:30           | Parciales: 23–16, 20–15, 18–23, 21–16            | Parciales: 23–16, 20–15, 18–23, 21–16 | Parciales: 23–16, 20–15, 18–23, 21–16            | |  |
|                 | Estadísticas Shved 30 Mozgov 11 Shved 8 Shved 33 | Reporte Pts Reb Asts Val              | Estadísticas 21 Clark 9 Olaseni 7 Clark 27 Clark | Pabellón: Ülker Sports Arena Asistencia: 529 espectadores Árbitros: Georgios Poursanidis Aleksandar Milojević Ferdinand Pascual |  |

| 7 de septiembre | Bélgica                                                          | 54–74                                 | Serbia                                                        | Estambul, Turquía                                                                                                  |  |
| 17:15           | Parciales: 13–18, 12–24, 11–14, 18–18                            | Parciales: 13–18, 12–24, 11–14, 18–18 | Parciales: 13–18, 12–24, 11–14, 18–18                         | |  |
|                 | Estadísticas Lecomte 12 van Rossom 6 Tabu 4 van Rossom, Tumba 12 | Reporte Pts Reb Asts Val              | Estadísticas 22 Marjanović 9 Micić 9 Bogdanović 27 Marjanović | Pabellón: Ülker Sports Arena Asistencia: 761 espectadores Árbitros: Manuel Mazzoni Marek Ćmikiewicz Martin Horozov |  |

| 7 de septiembre | Letonia                                                    | 89–79                                 | Turquía                                             | Estambul, Turquía |  |
| 20:45           | Parciales: 24–22, 23–16, 22–25, 20–16                      | Parciales: 24–22, 23–16, 22–25, 20–16 | Parciales: 24–22, 23–16, 22–25, 20–16               | |  |
|                 | Estadísticas Porziņģis 28 Porziņģis 7 Timma 7 Porziņģis 33 | Reporte Pts Reb Asts Val              | Estadísticas 24 Osman 7 Mahmutoğlu 5 Osman 25 Osman | Pabellón: Ülker Sports Arena Asistencia: 10 323 espectadores Árbitros: Saverio Lanzarini Tomas Jasevičius Michael Weiland |  |

## Fase final
Todas las horas se corresponden al huso horario local, Hora de Turquía: UTC+3. 
|  | Octavos de final     | Octavos de final     |           |           | Cuartos de final      | Cuartos de final      |  |        | Semifinales           | Semifinales           |        |              | Final            | Final            |  |
|  | 9 y 10 de septiembre | 9 y 10 de septiembre |           |           | 12 y 13 de septiembre | 12 y 13 de septiembre |  |        | 14 y 15 de septiembre | 14 y 15 de septiembre |        |              | 17 de septiembre | 17 de septiembre |  |
|  |                      |                      |           |           |                       |                       |  |        |                       |                       |        |              |                  |                  |  |
|  |                      |                      |           |           |                       |                       |  |        |                       |                       |        |              |                  |                  |  |
|  | Alemania             | 84                   |           |           |                       |                       |  |        |                       |                       |        |              |                  |                  |  |
|  | Alemania             | 84                   |           |           |                       |                       |  |        |                       |                       |        |              |                  |                  |  |
|  | Francia              | 81                   |           |           |                       |                       |  |        |                       |                       |        |              |                  |                  |  |
|  | Francia              | 81                   |           | Alemania  | 72                    |                       |  |        |                       |                       |        |              |                  |                  |  |
|  |                      |                      |           | Alemania  | 72                    |                       |  |        |                       |                       |        |              |                  |                  |  |
|  |                      |                      | España    | 84        |                       |                       |  |        |                       |                       |        |              |                  |                  |  |
|  | España               | 73                   | España    | 84        |                       |                       |  |        |                       |                       |        |              |                  |                  |  |
|  | España               | 73                   |           |           |                       |                       |  |        |                       |                       |        |              |                  |                  |  |
|  | Turquía              | 56                   |           |           |                       |                       |  |        |                       |                       |        |              |                  |                  |  |
|  | Turquía              | 56                   |           |           |                       |                       |  | España | 72                    |                       |        |              |                  |                  |  |
|  |                      |                      |           |           |                       |                       |  | España | 72                    |                       |        |              |                  |                  |  |
|  |                      |                      | Eslovenia | 92        |                       |                       |  |        |                       |                       |        |              |                  |                  |  |
|  | Eslovenia            | 79                   | Eslovenia | 92        |                       |                       |  |        |                       |                       |        |              |                  |                  |  |
|  | Eslovenia            | 79                   |           |           |                       |                       |  |        |                       |                       |        |              |                  |                  |  |
|  | Ucrania              | 55                   |           |           |                       |                       |  |        |                       |                       |        |              |                  |                  |  |
|  | Ucrania              | 55                   |           | Eslovenia | 103                   |                       |  |        |                       |                       |        |              |                  |                  |  |
|  |                      |                      |           | Eslovenia | 103                   |                       |  |        |                       |                       |        |              |                  |                  |  |
|  |                      |                      | Letonia   | 97        |                       |                       |  |        |                       |                       |        |              |                  |                  |  |
|  | Letonia              | 100                  | Letonia   | 97        |                       |                       |  |        |                       |                       |        |              |                  |                  |  |
|  | Letonia              | 100                  |           |           |                       |                       |  |        |                       |                       |        |              |                  |                  |  |
|  | Montenegro           | 68                   |           |           |                       |                       |  |        |                       |                       |        |              |                  |                  |  |
|  | Montenegro           | 68                   |           |           |                       |                       |  |        |                       |                       |        | Eslovenia    | 93               |                  |  |
|  |                      |                      |           |           |                       |                       |  |        |                       |                       |        | Eslovenia    | 93               |                  |  |
|  |                      |                      | Serbia    | 85        |                       |                       |  |        |                       |                       |        |              |                  |                  |  |
|  | Lituania             | 64                   | Serbia    | 85        |                       |                       |  |        |                       |                       |        |              |                  |                  |  |
|  | Lituania             | 64                   |           |           |                       |                       |  |        |                       |                       |        |              |                  |                  |  |
|  | Grecia               | 77                   |           |           |                       |                       |  |        |                       |                       |        |              |                  |                  |  |
|  | Grecia               | 77                   |           | Grecia    | 69                    |                       |  |        |                       |                       |        |              |                  |                  |  |
|  |                      |                      |           | Grecia    | 69                    |                       |  |        |                       |                       |        |              |                  |                  |  |
|  |                      |                      | Rusia     | 74        |                       |                       |  |        |                       |                       |        |              |                  |                  |  |
|  | Croacia              | 78                   | Rusia     | 74        |                       |                       |  |        |                       |                       |        |              |                  |                  |  |
|  | Croacia              | 78                   |           |           |                       |                       |  |        |                       |                       |        |              |                  |                  |  |
|  | Rusia                | 101                  |           |           |                       |                       |  |        |                       |                       |        |              |                  |                  |  |
|  | Rusia                | 101                  |           |           |                       |                       |  | Rusia  | 79                    |                       |        |              |                  |                  |  |
|  |                      |                      |           |           |                       |                       |  | Rusia  | 79                    |                       |        |              |                  |                  |  |
|  |                      |                      | Serbia    | 87        |                       |                       |  |        |                       |                       |        |              |                  |                  |  |
|  | Finlandia            | 57                   | Serbia    | 87        |                       |                       |  |        |                       |                       |        |              |                  |                  |  |
|  | Finlandia            | 57                   |           |           |                       |                       |  |        |                       |                       |        |              |                  |                  |  |
|  | Italia               | 70                   |           |           |                       |                       |  |        |                       |                       |        |              |                  |                  |  |
|  | Italia               | 70                   |           | Italia    | 67                    |                       |  |        |                       |                       |        | Tercer lugar | Tercer lugar     |                  |  |
|  |                      |                      |           | Italia    | 67                    |                       |  |        |                       |                       |        | Tercer lugar | Tercer lugar     |                  |  |
|  |                      |                      | Serbia    | 83        |                       |                       |  |        |                       |                       |        |              |                  |                  |  |
|  | Serbia               | 86                   | Serbia    | 83        |                       |                       |  |        |                       |                       | España | 93           |                  |                  |  |
|  | Serbia               | 86                   |           |           |                       |                       |  |        |                       |                       | España | 93           |                  |                  |  |
|  | Hungría              | 78                   |           |           |                       |                       |  |        |                       |                       |        |              | Rusia            | 85               |  |
|  | Hungría              | 78                   |           |           |                       |                       |  |        |                       |                       |        |              | Rusia            | 85               |  |
|  |                      |                      |           |           |                       |                       |  |        |                       |                       |        |              |                  |                  |  |

### Octavos de final
| 9 de septiembre | Eslovenia                                                           | 79–55                                 | Ucrania                                                                    | Estambul, Turquía |  |
| 12:30           | Parciales: 26–17, 16–10, 26–16, 11–12                               | Parciales: 26–17, 16–10, 26–16, 11–12 | Parciales: 26–17, 16–10, 26–16, 11–12                                      | |  |
|                 | Estadísticas A. Randolph 21 L. Dončić 10 L. Dončić 6 A. Randolph 25 | Reporte Pts Reb Asts Val              | Estadísticas 11 M. Pustozvonov 10 A. Pustovyi 4 D. Lukashov 14 D. Lukashov | Pabellón: Sinan Erdem Arena Asistencia: 730 espectadores Árbitros: Cristiano Maranho Panagiotis Anastopoulos Tolga Şahin |  |

| 9 de septiembre | Alemania                                                      | 84–81                                 | Francia                                                    | Estambul, Turquía                                                                                               |  |
| 15:15           | Parciales: 10–19, 24–21, 21–16, 29–25                         | Parciales: 10–19, 24–21, 21–16, 29–25 | Parciales: 10–19, 24–21, 21–16, 29–25                      | |  |
|                 | Estadísticas D. Theis 22 D. Theis 7 D. Schroder 8 D. Theis 26 | Reporte Pts Reb Asts Val              | Estadísticas 27 E. Fournier 9 B. Diaw 5 B. Diaw 26 B. Diaw | Pabellón: Sinan Erdem Arena Asistencia: 1060 espectadores Árbitros: Manuel Mazzoni Leandro Lezcano Saša Maričić |  |

| 9 de septiembre | Finlandia                                                       | 57–70                                 | Italia                                                                 | Estambul, Turquía |  |
| 18:45           | Parciales: 17–30, 12–18, 13–10, 15–12                           | Parciales: 17–30, 12–18, 13–10, 15–12 | Parciales: 17–30, 12–18, 13–10, 15–12                                  | |  |
|                 | Estadísticas P. Koponen 13 S. Salin 8 T. Rannikko 3 S. Salin 11 | Reporte Pts Reb Asts Val              | Estadísticas 22 M. Belinelli 6 D. Hackett 3 D. Hackett 23 M. Belinelli | Pabellón: Sinan Erdem Arena Asistencia: 1411 espectadores Árbitros: Antonio Conde Mārtiņš Kozlovskis Ademir Zurapović |  |

| 9 de septiembre | Lituania                                                                         | 64–77                                 | Grecia                                                                | Estambul, Turquía                                                                                                  |  |
| 21:30           | Parciales: 17–25, 13–12, 18–24, 16–16                                            | Parciales: 17–25, 13–12, 18–24, 16–16 | Parciales: 17–25, 13–12, 18–24, 16–16                                 | |  |
|                 | Estadísticas M. Kuzminskas 20 J. Valanciunas 15 M. Kalnietis 7 J. Valanciunas 21 | Reporte Pts Reb Asts Val              | Estadísticas 21 K. Sloukas 8 I. Bourousis 6 N. Calathes 21 K. Sloukas | Pabellón: Sinan Erdem Arena Asistencia: 2144 espectadores Árbitros: Vicente Bultó Marek Ćmikiewicz Petar Obradović |  |

| 10 de septiembre | Letonia                                                             | 100–68                                | Montenegro                                                             | Estambul, Turquía                                                                                              |  |
| 12:30            | Parciales: 27–15, 26–22, 29–15, 18–16                               | Parciales: 27–15, 26–22, 29–15, 18–16 | Parciales: 27–15, 26–22, 29–15, 18–16                                  | |  |
|                  | Estadísticas J. Timma 21 K. Porzingis 6 J. Strelnieks 7 J. Timma 28 | Reporte Pts Reb Asts Val              | Estadísticas 21 B. Dubljevic 9 N. Vucevic 4 N. Vucevic 20 B. Dubljevic | Pabellón: Sinan Erdem Arena Asistencia: 718 espectadores Árbitros: Vicente Bultó Martin Horozov Manuel Mazzoni |  |

| 10 de septiembre | Serbia                                                         | 86–78                                 | Hungría                                                 | Estambul, Turquía |  |
| 15:15            | Parciales: 24–16, 24–25, 21–12, 17–25                          | Parciales: 24–16, 24–25, 21–12, 17–25 | Parciales: 24–16, 24–25, 21–12, 17–25                   | |  |
|                  | Estadísticas O. Kuzmic 17 O. Kuzmic 10 S. Jovic 7 O. Kuzmic 26 | Reporte Pts Reb Asts Val              | Estadísticas 22 Z. Perl 7 Z. Perl 4 A. Hanga 27 Z. Perl | Pabellón: Sinan Erdem Arena Asistencia: 1190 espectadores Árbitros: Leandro Lezcano Georgios Poursanidis Yener Yılmaz |  |

| 10 de septiembre | España                                                             | 73–56                                 | Turquía                                                         | Estambul, Turquía                                                                                                  |  |
| 18:45            | Parciales: 19–10, 14–15, 16–18, 24–13                              | Parciales: 19–10, 14–15, 16–18, 24–13 | Parciales: 19–10, 14–15, 16–18, 24–13                           | |  |
|                  | Estadísticas R. Rubio 15 P. Gasol 7 S. Rodriguez 9 S. Rodriguez 21 | Reporte Pts Reb Asts Val              | Estadísticas 20 F. Korkmaz 10 S. Erden 4 S. Guler 20 F. Korkmaz | Pabellón: Sinan Erdem Arena Asistencia: 9934 espectadores Árbitros: Cristiano Maranho Tomas Jasevičius Takaki Kato |  |

| 10 de septiembre | Croacia                                                               | 78–101                                | Rusia                                                          | Estambul, Turquía                                                                                                   |  |
| 21:30            | Parciales: 23–25, 19–21, 15–26, 21–29                                 | Parciales: 23–25, 19–21, 15–26, 21–29 | Parciales: 23–25, 19–21, 15–26, 21–29                          | |  |
|                  | Estadísticas B. Bogdanović 28 I. Ramljak 6 R. Ukic 5 B. Bogdanović 24 | Reporte Pts Reb Asts Val              | Estadísticas 27 A. Shved 5 N. Kurbanov 12 A. Shved 32 A. Shved | Pabellón: Sinan Erdem Arena Asistencia: 10 153 espectadores Árbitros: Roberto Vázquez Saverio Lanzarini Yohan Rosso |  |

### Cuartos de final
| 12 de septiembre | Alemania                                                                | 72–84                                 | España                                                      | Estambul, Turquía |  |
| 18:45            | Parciales: 19–16, 14–18, 20–31, 19–19                                   | Parciales: 19–16, 14–18, 20–31, 19–19 | Parciales: 19–16, 14–18, 20–31, 19–19                       | |  |
|                  | Estadísticas D. Schroder 27 J. Voigtmann 7 D. Schroder 8 D. Schroder 20 | Reporte Pts Reb Asts Val              | Estadísticas 28 M. Gasol 10 M. Gasol 8 R. Rubio 37 M. Gasol | Pabellón: Sinan Erdem Arena Asistencia: 1845 espectadores Árbitros: Manuel Mazzoni Panagiotis Anastopoulos Aleksandar Glišić |  |

| 12 de septiembre | Eslovenia                                                        | 103–97                                | Letonia                                                                      | Estambul, Turquía |  |
| 21:30            | Parciales: 34–23, 17–32, 25–11, 27–31                            | Parciales: 34–23, 17–32, 25–11, 27–31 | Parciales: 34–23, 17–32, 25–11, 27–31                                        | |  |
|                  | Estadísticas L. Dončić 27 A. Randolph 9 G. Dragic 8 L. Dončić 29 | Reporte Pts Reb Asts Val              | Estadísticas 34 K. Porzingis 7 J. Strelnieks 9 J. Strelnieks 29 K. Porzingis | Pabellón: Sinan Erdem Arena Asistencia: 2651 espectadores Árbitros: Roberto Vázquez Saverio Lanzarini Leandro Lezcano |  |

| 13 de septiembre | Grecia                                                                  | 69–74                                 | Rusia                                                               | Estambul, Turquía                                                                                               |  |
| 18:45            | Parciales: 24–17, 13–14, 16–20, 16–23                                   | Parciales: 24–17, 13–14, 16–20, 16–23 | Parciales: 24–17, 13–14, 16–20, 16–23                               | |  |
|                  | Estadísticas N. Calathes 25 I. Bourousis 7 N. Calathes 7 N. Calathes 27 | Reporte Pts Reb Asts Val              | Estadísticas 26 A. Shved 12 A. Vorontsevich 5 A. Shved 25 T. Mozgov | Pabellón: Sinan Erdem Arena Asistencia: 2070 espectadores Árbitros: Cristiano Maranho Antonio Conde Yohan Rosso |  |

| 13 de septiembre | Italia                                                          | 67–83                                 | Serbia                                                                    | Estambul, Turquía                                                                                              |  |
| 21:30            | Parciales: 17–18, 16–26, 15–15, 19–24                           | Parciales: 17–18, 16–26, 15–15, 19–24 | Parciales: 17–18, 16–26, 15–15, 19–24                                     | |  |
|                  | Estadísticas M. Belinelli 18 A. Filloy 3 N. Melli 3 C. Burns 13 | Reporte Pts Reb Asts Val              | Estadísticas 22 B. Bogdanović 7 B. Bogdanović 5 S. Jovic 21 B. Bogdanović | Pabellón: Sinan Erdem Arena Asistencia: 3046 espectadores Árbitros: Vicente Bultó Tomas Jasevičius Takaki Kato |  |

### Semifinales
| 14 de septiembre | España                                                      | 72–92                                 | Eslovenia                                                                    | Estambul, Turquía                                                                                             |  |
| 21:30            | Parciales: 19–25, 26–24, 12–24, 15–19                       | Parciales: 19–25, 26–24, 12–24, 15–19 | Parciales: 19–25, 26–24, 12–24, 15–19                                        | |  |
|                  | Estadísticas P. Gasol 16 M. Gasol 10 R. Rubio 4 M. Gasol 18 | Reporte Pts Reb Asts Val              | Estadísticas 15 A. Randolph, G. Dragić 12 L. Doncić 8 L. Doncić 23 L. Dončić | Pabellón: Sinan Erdem Arena Asistencia: 3571 espectadores Árbitros: Cristiano Maranho Yohan Rosso Tolga Şahin |  |

| 15 de septiembre | Rusia                                                       | 79–87                                 | Serbia                                                               | Estambul, Turquía |  |
| 21:30            | Parciales: 20–25, 14–23, 23–18, 22–21                       | Parciales: 20–25, 14–23, 23–18, 22–21 | Parciales: 20–25, 14–23, 23–18, 22–21                                | |  |
|                  | Estadísticas A. Shved 33 T. Mozgov 9 A. Shved 5 A. Shved 26 | Reporte Pts Reb Asts Val              | Estadísticas 24 B. Bogdanović 8 V. Lucic 6 S. Jovic 24 B. Bogdanović | Pabellón: Sinan Erdem Arena Asistencia: 5235 espectadores Árbitros: Leandro Lezcano Panagiotis Anastopoulos Manuel Mazzoni |  |

### Tercer lugar
| 17 de septiembre | España                                                          | 93–85                                 | Rusia                                                            | Estambul, Turquía                                                                                                   |  |
| 17:00            | Parciales: 21–13, 24–15, 21–27, 27–30                           | Parciales: 21–13, 24–15, 21–27, 27–30 | Parciales: 21–13, 24–15, 21–27, 27–30                            | |  |
|                  | Estadísticas P. Gasol 26 P. Gasol 10 S. Rodriguez 9 P. Gasol 31 | Reporte Pts Reb Asts Val              | Estadísticas 18 A. Shved 10 T. Mozgov 9 D. Khvostov 18 T. Mozgov | Pabellón: Sinan Erdem Arena Asistencia: 2573 espectadores Árbitros: Leandro Lezcano Tomas Jasevičius Manuel Mazzoni |  |

### Final
| 17 de septiembre | Eslovenia                                                      | 93–85                                 | Serbia                                                                | Estambul, Turquía                                                                                                 |  |
| 21:30            | Parciales: 20–22, 36–25, 15–20, 22–18                          | Parciales: 20–22, 36–25, 15–20, 22–18 | Parciales: 20–22, 36–25, 15–20, 22–18                                 | |  |
|                  | Estadísticas G. Dragic 35 G. Dragic 7 G. Dragic 3 G. Dragic 33 | Reporte Pts Reb Asts Val              | Estadísticas 22 B. Bogdanović 8 V. Lucic 5 B. Bogdanović 20 M. Macvan | Pabellón: Sinan Erdem Arena Asistencia: 12 095 espectadores Árbitros: Cristiano Maranho Antonio Conde Tolga Şahin |  |

## Estadísticas
| Posición | Jugador            | Partidos | Eficiencia | Prom. |
| -------- | ------------------ | -------- | ---------- | ----- |
| 1        | Gabe Olaseni       | 5        | 134        | 26.8  |
| 2        | Jonas Valančiūnas  | 6        | 141        | 23.5  |
| 3        | Kristaps Porziņģis | 7        | 164        | 23.4  |
| 4        | Goran Dragić       | 9        | 198        | 22    |
| 5        | Pau Gasol          | 8        | 168        | 21    |
| 6        | Bojan Bogdanović   | 6        | 122        | 20.3  |
| 7        | Bogdan Bogdanović  | 8        | 161        | 20.1  |
| 8        | Alekséi Shved      | 9        | 179        | 19.9  |
| 9        | Artem Pustovyi     | 6        | 116        | 19.3  |
| 10       | Dennis Schröder    | 7        | 134        | 19.1  |

| Posición | Jugador            | Partidos | Puntos | Prom. |
| -------- | ------------------ | -------- | ------ | ----- |
| 1        | Alekséi Shved      | 9        | 219    | 24.3  |
| 2        | Goran Dragić       | 9        | 203    | 22.6  |
| 3        | Bogdan Bogdanović  | 9        | 184    | 20.4  |
| 4        | Dennis Schröder    | 7        | 166    | 23.7  |
| 5        | Kristaps Porziņģis | 7        | 165    | 23.6  |
| 6        | Pau Gasol          | 8        | 139    | 17.4  |
| 7        | Bojan Bogdanović   | 6        | 135    | 22.5  |
| 8        | Luka Dončić        | 9        | 129    | 14.3  |
| 9        | Marco Belinelli    | 7        | 125    | 17.9  |
| 10       | Klemen Prepelič    | 9        | 124    | 13.8  |

| Posición | Jugador           | Partidos | Rebotes | Prom. |
| -------- | ----------------- | -------- | ------- | ----- |
| 1        | Jonas Valančiūnas | 6        | 72      | 12    |
| 2        | Gabe Olaseni      | 5        | 56      | 11.2  |
| 3        | Zaza Pachulia     | 5        | 46      | 9.2   |
| 4        | Luka Dončić       | 8        | 66      | 8.3   |
| 5        | Nikola Vučević    | 6        | 48      | 8     |
| 6        | Tornike Shengelia | 5        | 39      | 7.8   |
| 7        | Pau Gasol         | 8        | 62      | 7.8   |
| 8        | Timoféi Mozgov    | 9        | 67      | 7.4   |
| 9        | Marc Gasol        | 9        | 65      | 7.2   |
| 10       | Mateusz Ponitka   | 5        | 36      | 7.2   |

| Posición | Jugador          | Partidos | Asistencias | Prom. |
| -------- | ---------------- | -------- | ----------- | ----- |
| 1        | Mantas Kalnietis | 6        | 43          | 7.2   |
| 2        | Sergio Rodríguez | 9        | 61          | 6.8   |
| 3        | Tomáš Satoranský | 5        | 33          | 6.6   |
| 4        | Jānis Strēlnieks | 7        | 46          | 6.6   |
| 5        | Petteri Koponen  | 6        | 38          | 6.3   |
| 6        | Alekséi Shved    | 9        | 53          | 5.9   |
| 7        | Dennis Schröder  | 7        | 39          | 5.6   |
| 8        | Denys Lukashov   | 6        | 33          | 5.5   |
| 9        | Stefan Jović     | 9        | 49          | 5.4   |
| 10       | Dairis Bertāns   | 7        | 36          | 5.1   |

| Posición | Jugador              | Partidos | Tapones | Prom. |
| -------- | -------------------- | -------- | ------- | ----- |
| 1        | Kristaps Porziņģis   | 7        | 13      | 1.86  |
| 2        | Artem Pustovyi       | 6        | 10      | 1.67  |
| 3        | Pau Gasol            | 8        | 12      | 1.5   |
| 4        | Marc Gasol           | 9        | 13      | 1.44  |
| 5        | Anthony Randolph     | 9        | 13      | 1.44  |
| 6        | Gasper Vidmar        | 9        | 13      | 1.44  |
| 7        | Filip Barović        | 6        | 7       | 1.17  |
| 8        | Dragan Bender        | 6        | 7       | 1.17  |
| 9        | Nikola Vučević       | 6        | 7       | 1.17  |
| 10       | Georgios Papagiannis | 7        | 7       | 1     |

| Posición | Jugador          | Partidos | Robos | Prom. |
| -------- | ---------------- | -------- | ----- | ----- |
| 1        | Andrei Mandache  | 5        | 11    | 2.2   |
| 2        | Marco Belinelli  | 7        | 15    | 2.14  |
| 3        | Denys Lukashov   | 6        | 12    | 2     |
| 4        | Cedi Osman       | 6        | 12    | 2     |
| 5        | Nando De Colo    | 6        | 11    | 1.83  |
| 6        | Tomáš Satoranský | 5        | 9     | 1.8   |
| 7        | Stefan Jović     | 9        | 16    | 1.78  |
| 8        | Ricky Rubio      | 9        | 16    | 1.78  |
| 9        | Joan Sastre      | 9        | 15    | 1.67  |
| 10       | Vojtech Hruban   | 5        | 8     | 1.6   |

## Clasificación final
| Pos.                                       | Equipo                            | PJ                                | G                                 | P                                 | PF                                | PC                                | Dif                               |
| Equipos participantes en la final          | Equipos participantes en la final | Equipos participantes en la final | Equipos participantes en la final | Equipos participantes en la final | Equipos participantes en la final | Equipos participantes en la final | Equipos participantes en la final |
| ------------------------------------------ | --------------------------------- | --------------------------------- | --------------------------------- | --------------------------------- | --------------------------------- | --------------------------------- | --------------------------------- |
|                                            | Eslovenia                         | 9                                 | 9                                 | 0                                 | 813                               | 693                               | +120                              |
|                                            | Serbia                            | 9                                 | 7                                 | 2                                 | 741                               | 670                               | +71                               |
| Equipos perdedores de semifinales          |                                   |                                   |                                   |                                   |                                   |                                   |                                   |
|                                            | España                            | 9                                 | 8                                 | 1                                 | 771                               | 608                               | +163                              |
| 4º                                         | Rusia                             | 9                                 | 6                                 | 3                                 | 717                               | 693                               | +24                               |
| Equipos eliminados en los cuartos de final |                                   |                                   |                                   |                                   |                                   |                                   |                                   |
| 5º                                         | Letonia                           | 7                                 | 5                                 | 2                                 | 641                               | 567                               | +74                               |
| 6º                                         | Italia                            | 7                                 | 4                                 | 3                                 | 483                               | 462                               | +21                               |
| 7º                                         | Alemania                          | 7                                 | 4                                 | 3                                 | 511                               | 511                               | 0                                 |
| 8º                                         | Grecia                            | 7                                 | 3                                 | 4                                 | 567                               | 538                               | +29                               |
| Equipos eliminados en los octavos de final |                                   |                                   |                                   |                                   |                                   |                                   |                                   |
| 9º                                         | Lituania                          | 6                                 | 4                                 | 2                                 | 490                               | 436                               | +54                               |
| 10º                                        | Croacia                           | 6                                 | 4                                 | 2                                 | 475                               | 437                               | +38                               |
| 11º                                        | Finlandia                         | 6                                 | 4                                 | 2                                 | 483                               | 478                               | +5                                |
| 12º                                        | Francia                           | 6                                 | 3                                 | 3                                 | 531                               | 506                               | +25                               |
| 13º                                        | Montenegro                        | 6                                 | 3                                 | 3                                 | 446                               | 467                               | –21                               |
| 14º                                        | Turquía                           | 6                                 | 2                                 | 4                                 | 444                               | 453                               | –9                                |
| 15º                                        | Hungría                           | 6                                 | 2                                 | 4                                 | 413                               | 456                               | –43                               |
| 16º                                        | Ucrania                           | 6                                 | 2                                 | 4                                 | 422                               | 471                               | –49                               |
| Equipos eliminados en la fase de grupos    |                                   |                                   |                                   |                                   |                                   |                                   |                                   |
| 17º                                        | Georgia                           | 5                                 | 2                                 | 3                                 | 390                               | 394                               | –4                                |
| 18º                                        | Polonia                           | 5                                 | 1                                 | 4                                 | 411                               | 414                               | –3                                |
| 19º                                        | Bélgica                           | 5                                 | 1                                 | 4                                 | 353                               | 410                               | –57                               |
| 20º                                        | República Checa                   | 5                                 | 1                                 | 4                                 | 356                               | 441                               | –85                               |
| 21º                                        | Israel                            | 5                                 | 1                                 | 4                                 | 358                               | 429                               | –71                               |
| 22º                                        | Gran Bretaña                      | 5                                 | 0                                 | 5                                 | 390                               | 448                               | –58                               |
| 23º                                        | Rumania                           | 5                                 | 0                                 | 5                                 | 316                               | 414                               | –98                               |
| 24º                                        | Islandia                          | 5                                 | 0                                 | 5                                 | 355                               | 481                               | –126                              |

### Quinteto ideal
| Quinteto ideal                                                     |
| ------------------------------------------------------------------ |
| Pau Gasol Luka Dončić Goran Dragić Alekséi Shved Bogdan Bogdanović |
| MVP: Goran Dragić                                                  |

## Plantillas de los 4 primeros clasificados
| Medalla de oro |            |                  |
| Eslovenia      |            |                  |
| 0              | AP         | Anthony Randolph |
| 1              | B          | Matic Rebec      |
| 3              | B          | Goran Dragić     |
| 6              | B          | Aleksej Nikolić  |
| 7              | E          | Klemen Prepelič  |
| 8              | A          | Edo Murić        |
| 11             | A          | Jaka Blažič      |
| 14             | P          | Gašper Vidmar    |
| 17             | AP         | Saša Zagorac     |
| 22             | P          | Žiga Dimec       |
| 31             | A          | Vlatko Čančar    |
| 77             | E          | Luka Dončić      |
| Entrenador     | Entrenador | Igor Kokoškov    |

| Medalla de plata |            |                      |
| Serbia           |            |                      |
| 6                | A          | Milan Mačvan         |
| 7                | E          | Bogdan Bogdanović    |
| 11               | B          | Vladimir Lučić       |
| 12               | E          | Dragan Milosavljević |
| 14               | AP         | Stefan Birčević      |
| 15               | P          | Vladimir Stimac      |
| 19               | E          | Branko Lazić         |
| 22               | B          | Vasilije Micić       |
| 23               | E          | Marko Gudurić        |
| 24               | B          | Stefan Jović         |
| 32               | P          | Ognjen Kuzmic        |
| 51               | P          | Boban Marjanović     |
| Entrenador       | Entrenador | Aleksandar Đorđević  |

| Medalla de bronce |            |                       |
| España            |            |                       |
| 4                 | AP         | Pau Gasol             |
| 6                 | B          | Sergio Rodríguez      |
| 7                 | E          | Juan Carlos Navarro   |
| 9                 | B          | Ricky Rubio           |
| 13                | P          | Marc Gasol            |
| 14                | P          | Willy Hernangómez     |
| 15                | E–A        | Joan Sastre           |
| 16                | B          | Guillem Vives         |
| 18                | AP         | Pierre Oriola         |
| 19                | A          | Fernando San Emeterio |
| 21                | E–A        | Álex Abrines          |
| 41                | A          | Juancho Hernangómez   |
| Entrenador        | Entrenador | Sergio Scariolo       |

| Cuarto lugar | Cuarto lugar | Cuarto lugar        |
| ------------ | ------------ | ------------------- |
| Rusia        |              |                     |
| 1            | E            | Alekséi Shved       |
| 4            | B            | Evgeny Baburin      |
| 7            | B–E          | Vitali Fridzón      |
| 8            | AP           | Vladimir Ivlev      |
| 11           | AP           | Semión Antónov      |
| 12           | AP           | Andrey Zubkov       |
| 13           | B            | Dmitri Jvostov      |
| 15           | P            | Timoféi Mozgov      |
| 20           | P            | Andréi Vorontsévich |
| 22           | E            | Dmitri Kulaguin     |
| 30           | E            | Mijaíl Kulaguin     |
| 41           | A            | Nikita Kurbanov     |
| Entrenador   | Entrenador   | Serguéi Bazarévich  |